# Amauris fenestrata
Amauris fenestrata är en fjärilsart som beskrevs av Christopher Aurivillius 1906.
Amauris fenestrata ingår i släktet Amauris och familjen praktfjärilar. Inga underarter finns listade i Catalogue of Life.